# Nieuw-Zeeland op de Olympische Zomerspelen 1920
Nieuw-Zeeland nam deel aan de Olympische Zomerspelen 1920 in Antwerpen, België. Het was de eerste individuele deelname van dat land, nadat Nieuw-Zeeland eerder had deelgenomen samen met Australië als het gecombineerde team "Australazië".
Er waren vier deelnemers, waaronder de eerste vrouwelijke deelnemer voor Nieuw-Zeeland; Violet Walrond die pas 15 jaar was. Alle sporters eindigden als vijfde of hoger.

## Medailleoverzicht
| Sport  | Olympiër                    | Discipline | Medaille |
| ------ | --------------------------- | ---------- | -------- |
| Roeien | D. Clarence Hadfield d'Arcy | skiff (m)  | Brons    |

## Deelnemers en resultaten
(m) = mannen, (v) = vrouwen, (g) = gemengd

### Atletiek
| Olympiër        | Discipline      | Resultaat   | Prestatie                                                                                         |
| --------------- | --------------- | ----------- | ------------------------------------------------------------------------------------------------- |
| George Davidson | 100m (m)        | kwartfinale | serie 11: 2de in 11,1 kwartfinale 3: 3de in 10,9                                                  |
| George Davidson | 200m (m)        | 5e          | serie 2: 1ste in 22,6 kwartfinale 3: 1ste in 22,8 halve finale 1: 3de in 22,5 finale: 5de in 22,3 |
| Harry Wilson    | 110m horden (m) | 4e          | serie 11 2de in 15,8 halve finale 1: 3de in 15,3 finale: 4de in 15,2                              |

### Roeien
| Olympiër                    | Discipline | Resultaat | Prestatie                                                   |
| --------------------------- | ---------- | --------- | ----------------------------------------------------------- |
| D. Clarence Hadfield d'Arcy | skiff (m)  | Brons     | kwartfinale 4: 1ste in 8.05,0 halve finale 2: 2de in 7.49,2 |

### Zwemmen
| Olympiër       | Discipline          | Resultaat | Prestatie                             |
| -------------- | ------------------- | --------- | ------------------------------------- |
| Violet Walrond | 100m vrije slag (v) | 5e        | serie 2: 3de in 1.21,3 finale: 5de    |
| Violet Walrond | 300m vrije slag (v) | 7e        | serie 2: 2de in 5.04,6 finale: 7de in |

Argentinië · Australië · België · Brazilië · Brits-Indië · Canada · Chili · Denemarken · Egypte · Estland · Finland · Frankrijk · Griekenland · Groot-Brittannië · Italië · Japan · Joegoslavië · Luxemburg · Monaco · Nederland · Nieuw-Zeeland · Noorwegen · Portugal · Spanje · Tsjecho-Slowakije · Verenigde Staten · Zuid-Afrika · Zweden · Zwitserland